# 資生堂パーラー
株式会社資生堂パーラー（しせいどうぱーらー、英語: Shiseido Parlour Co.,Ltd.）は、資生堂の子会社で洋食・喫茶店の運営や洋菓子の販売を行う企業で、そのチェーンの名称。本社は東京都中央区銀座にある。

## 概要

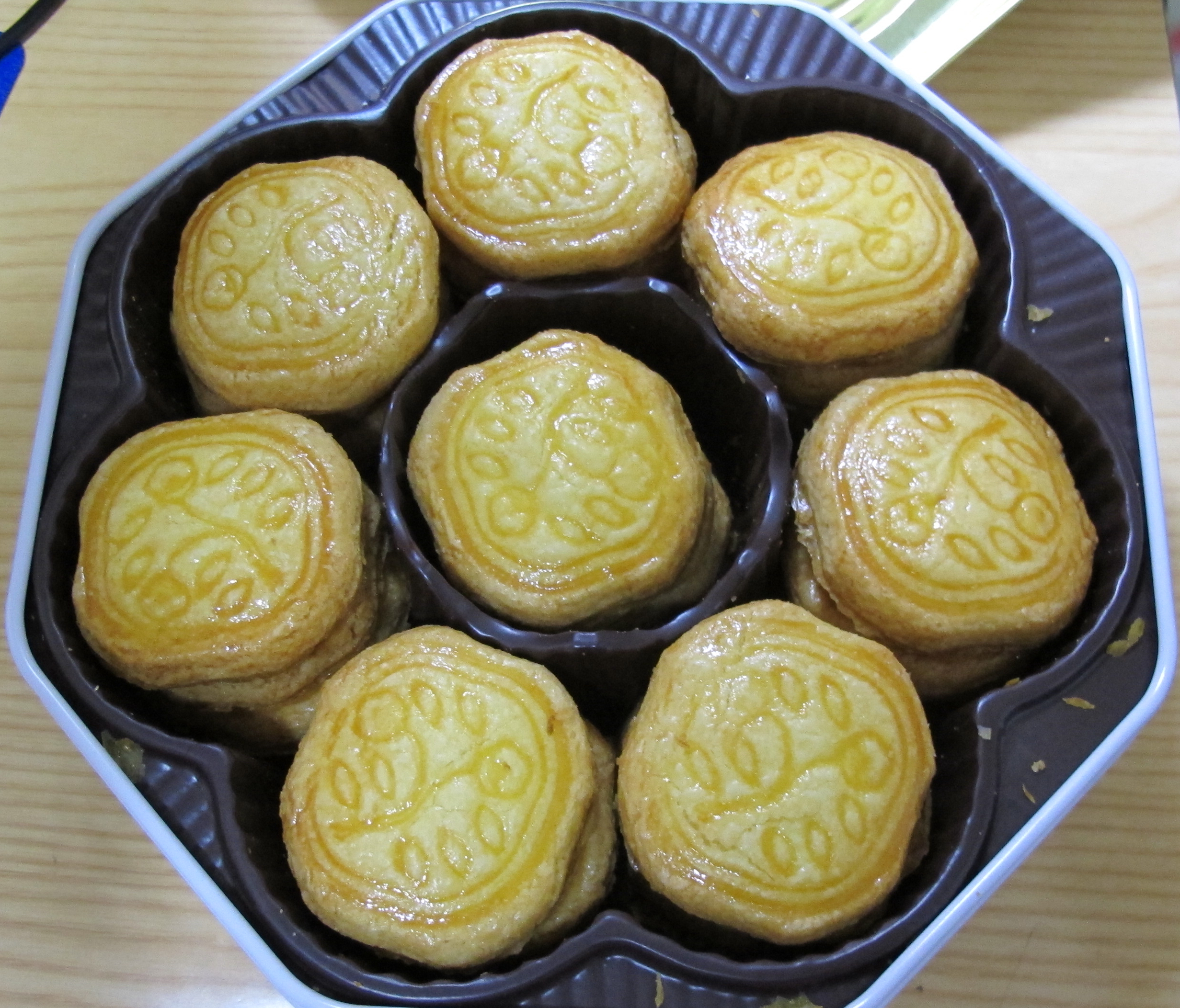
花椿ビスケット

「資生堂パーラー」の名称での直営喫茶店の運営、別ブランドでのフランス料理店・カフェの運営が有名。そのほか、主に全国の百貨店や高級スーパーに向けに洋菓子やレトルト食品の製造・卸売を行っており、その関係で埼玉県春日部市に直営の菓子工場を、東京都足立区に物流センターを持つほか、大阪市・福岡市に営業所を、高松市に出張所を置いている。

## 歴史
- 1872年（明治5年）：東京・出雲町（後の銀座）に日本で最初の民間洋風調剤薬局となる資生堂薬局が創業した[2]。

- 1902年（明治35年）：東京・銀座の資生堂薬局内に開設された「資生堂ソーダファウンテン」が起源である[3]。これは、資生堂創業者の福原有信が、1900年（明治33年）の欧米視察からの帰国後に、アメリカのドラッグストアを模して設けたもので、当時の日本ではまだ珍しかったアイスクリームやソーダ水を供し、人気を博した。福原有信は、ソーダ水製造機はもとより、コップやストローにいたるまでアメリカから輸入し、本物志向に徹した[4]。
- 1923年（大正12年）：関東大震災により全壊したため仮店舗での営業となる[2]。

- 1928年（昭和3年）：「資生堂アイスクリームパーラー」と改称し、本格的な洋食レストランを新築開店した[注釈 1][2][3]。1931年（昭和6年）、3代目総料理長・高石鍈之助により今に続く看板メニュー「ミートクロケット」が考案される[4]。他の人気メニューには、チキンライス、カレーライス、ハヤシライス、オムライス、コンソメスープなどがあり、モボ・モガや新橋芸者衆、歌舞伎役者、作家など多くの文化人から贔屓にされた[6][4]。いわゆる昔からの上流階級を顧客に持ち、「成功率の高いお見合いの名所」としても知られている[4]。

- 2002年（平成14年）：東京・銀座の資生堂薬局内に開設された「資生堂ソーダファウンテン」が作られてから100周年を迎えた[2]。

## 店舗

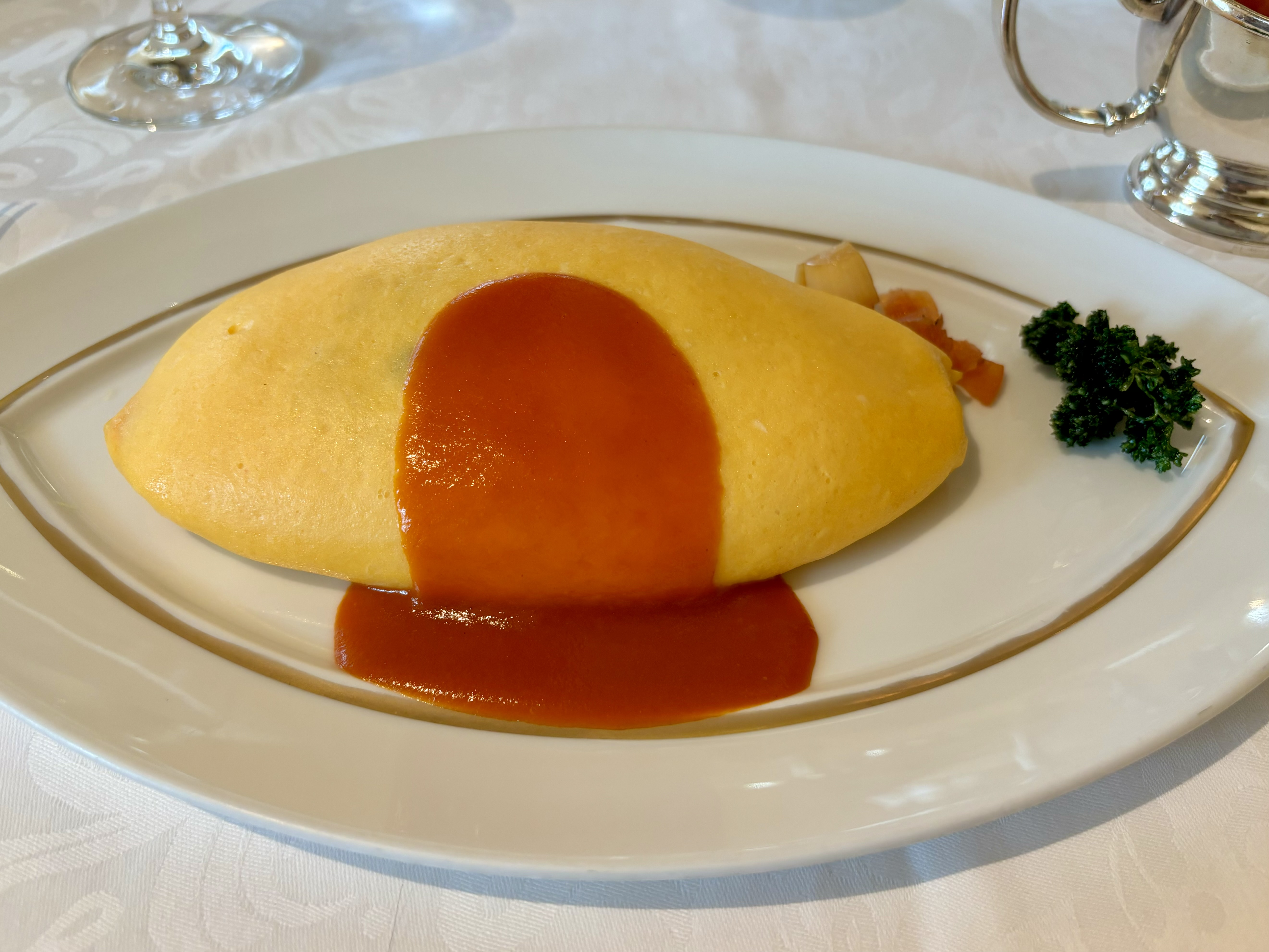
資生堂パーラー銀座本店レストランのオムライス

銀座本店（東京銀座資生堂ビル内、3Fサロン・ド・カフェ、4F・5Fレストラン）ならびに以下の店舗、ほかに全国の百貨店の名店街にもショップを展開している。
- 資生堂パーラー
  - 自由が丘店（目黒区自由が丘）：quaranta19661F
  - ザ・ハラジュク（渋谷区神宮前）：WITH HARAJUKU8F
  - 横浜高島屋店（横浜市西区南幸）：高島屋横浜店6F
  - 横浜そごう店（横浜市西区高島）：そごう横浜店2F
  - サロン・ド・カフェ ラゾーナ川崎店（川崎市幸区堀川町）：ラゾーナ川崎プラザ2F
  - 名古屋店（名古屋市中村区名駅）：JRセントラルタワーズ12F

- ル サロン ジャック・ボリー（新宿区新宿）：カフェ キュイジーヌ、伊勢丹新宿店本館4F
- ロオジエ（英語版）（L'OSIER）：フランス料理店、資生堂銀座ビル1F（銀座七丁目）
- ファロ（FARO）：イタリアンレストラン、東京銀座資生堂ビル10F
- ファロ スロータイム（FARO_slow time）：フード&ドリンク、東京銀座資生堂ビル11F
- 神椿（香川県仲多度郡琴平町）：金毘羅宮御本宮の下にある特設店舗。運営は株式会社神椿が行う。

### かつて存在した店舗
- 資生堂パーラー
  - 旧札幌マルサ店（北海道札幌市中央区）札幌マルサ内
  - 銀座松坂屋店（2009年2月閉店）
  - 二子玉川店（世田谷区玉川）：玉川髙島屋S・C南館8F
  - サロン・ド・カフェ汐留店（港区東新橋）：汐留タワー1F
- 8・8・3 S&Co.（埼玉県越谷市）：ミートボール料理専門店、レイクタウンアウトレット1F
- ル・ビストロ資生堂（新宿区西新宿）：フレンチレストラン、京王百貨店新宿店8F
- カフェ・セレ（Cafe Serre）：松竹からの業務委託によるカフェ。銀座松竹スクエア2F